# World Series 1972
Le World Series 1972 sono state la 69ª edizione della serie di finale della Major League Baseball al meglio delle sette partite tra i campioni della National League (NL) 1972, i Cincinnati Reds, e quelli della American League (AL), gli Oakland Athletics. A vincere il loro sesto titolo furono gli Athletics per quattro gare a tre.
Questa fu la seconda apparizione di Cincinnati alle World Series in tre anni. Per Oakland invece fu la prima qualificazione dal 1931, quando la squadra si trovava ancora a Filadelfia. Questo si rivelò essere una scontro tra le due principali dinastie della MLB negli anni settanta, con i Reds che avrebbero vinto due World Series in quattro partecipazioni, mentre gli A's ne avrebbero conquistate tre consecutive (1972–74). Gli "Swingin' A's" dell'eccentrico proprietario Charlie Finley portavano le divise dei loro giorni di gloria, molti giocatori avevano baffi, soprannomi originali e personalità esplosive, mentre la "Big Red Machine" di Cincinnati era una franchigia con un carattere e un aspetto molto più tradizionale (incluso il divieto di portare baffi), una squadra ricca di futuri Hall of Famer e il leader di tutti i tempi per battute valide, Pete Rose.

## Sommario
Oakland ha vinto la serie, 4-3.
| Gara | Data       | Risultato                            | Stadio                          | Tempo | Pubblico |
| ---- | ---------- | ------------------------------------ | ------------------------------- | ----- | -------- |
| 1    | 14 ottobre | Oakland A's – 3, Cincinnati Reds – 2 | Riverfront Stadium              | 2:18  | 52.918   |
| 2    | 15 ottobre | Oakland A's – 2, Cincinnati Reds – 1 | Riverfront Stadium              | 2:26  | 53.224   |
| 3    | 18 ottobre | Cincinnati Reds – 1, Oakland A's – 0 | Oakland–Alameda County Coliseum | 2:24  | 49.410   |
| 4    | 19 ottobre | Cincinnati Reds – 2, Oakland A's – 3 | Oakland–Alameda County Coliseum | 2:06  | 49.410   |
| 5    | 20 ottobre | Cincinnati Reds – 5, Oakland A's – 4 | Oakland–Alameda County Coliseum | 2:26  | 49.410   |
| 6    | 21 ottobre | Oakland A's – 1, Cincinnati Reds – 8 | Riverfront Stadium              | 2:21  | 52.737   |
| 7    | 22 ottobre | Oakland A's – 3, Cincinnati Reds – 2 | Riverfront Stadium              | 2:50  | 56.040   |

## Hall of Famer coinvolti
- Athletics: Dick Williams (man.), Reggie Jackson (non sceso in campo per infortunio), Catfish Hunter, Rollie Fingers
- Reds: Sparky Anderson (man.), Johnny Bench, Joe Morgan, Tony Pérez